# Жут, Жозеф
Жозе́ф Жут (фр. Joseph Jouthe; род. 17 октября 1961) — гаитянский политик, премьер-министр Гаити с 4 марта 2020 по 14 апреля 2021 года.

## Биография
Родился 17 октября 1961 года в населённом пункте Томонд. В сентябре 2018 года был назначен министром окружающей среды в правительстве Жана-Анри Сеана. В сентябре 2019 года одновременно занял пост исполняющего обязанности министра экономики и финансов.
2 марта 2020 года президент Жовенель Моиз назначил Жута премьер-министром Гаити, официально он вступил в должность двумя днями позже. Оставался премьер-министром до 14 апреля 2021 года, после чего подал в отставку. Исполняющим обязанности премьер-министра Моиз назначил Клода Жозефа.